# Elaeosticta aurea
Elaeosticta aurea är en växtart i släktet Elaeosticta och familjen flockblommiga växter.
Arten är en perenn som förekommer i centrala Turkiet. Den beskrevs först av Pierre Edmond Boissier och fick sitt nu gällande namn av Yusuf Menemen 2012.